# Marian Spychalski

Marian ”Marek” Spychalski, född 6 december 1906 i Łódź, död 7 juni 1980 i Warszawa, var en polsk arkitekt, fältmarskalk och politiker. Under andra världskriget var Spychalski en av ledarna för den kommunistiska motståndsrörelsen Armia Ludowa. Han kom därefter att inneha flera ministerposter i Folkrepubliken Polen.

## Biografi

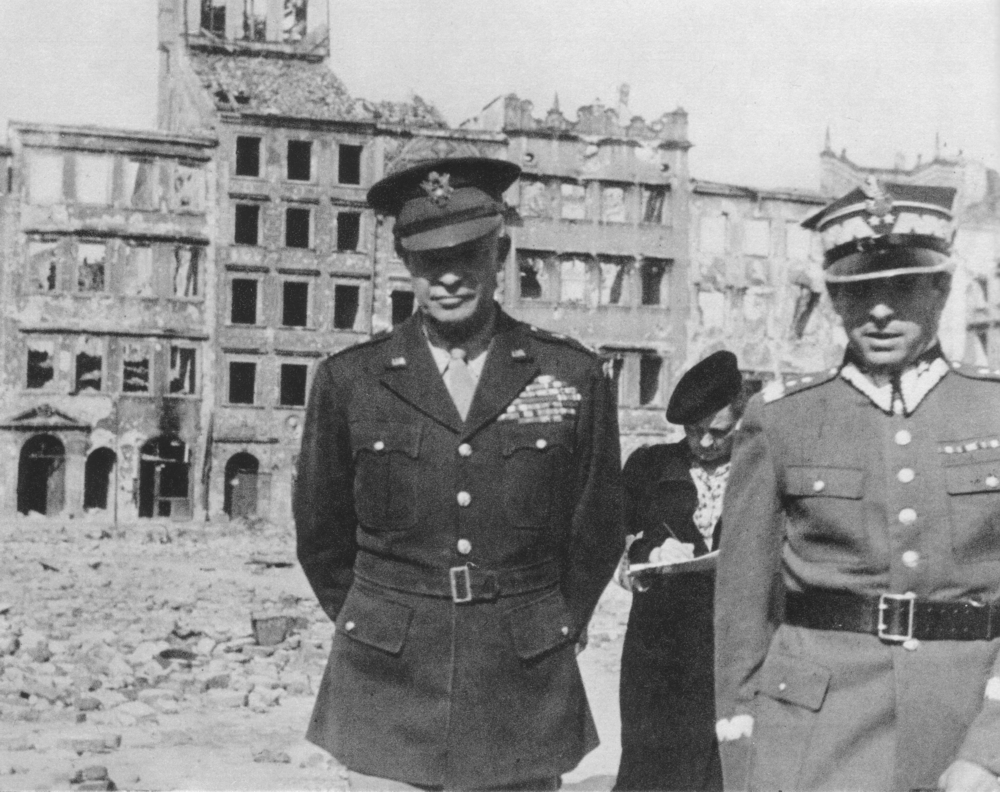
Spychalski (höger) och Dwight D. Eisenhower i Warszawa, 1944.

Spychalski tog examen vid fakulteten för arkitektur vid Warszawas tekniska universitet 1931. Samma år gick han med i Polens kommunistiska parti, och fortsatte sitt medlemskap när partiet omdanades som Polska arbetarpartiet 1943 och därefter som Polska förenade arbetarpartiet 1948. Innan andra världskriget arbetade han som arkitekt, och vann flera nationella och internationella tävlingar och utmärkelser.
Efter kriget innehade han ett antal offentliga uppdrag i Polen, först som borgmästare i Warszawa 1944–45, under tiden då kriget fortfarande pågick. Han var under en lång tid medlem av Sejmen, det polska parlamentet, och en nära vän till Władysław Gomułka. Åren 1945–48 var han både biträdande försvarsminister och medlem av politbyrån i Polska förenade arbetarpartiet.
Spychalski fråntogs 1949 sina politiska befattningarna och fängslades 1950 som en del av de stalinistiska utrensningarna av socialdemokrater 1949–53, anklagad för antisovjetiska och titoistiska tendenser. År 1951 uppträdde han i en skenrättegång, där han hade i uppdrag att avge officiella (och falska) vittnesmål mot Gomułka. Han släpptes först vid en allmän amnesti av politiska fångar i april 1956 och återinträdde därefter i Polska förenade arbetarpartiet.
Vid Gomułkas upprättelse och återgång till makten samma år blev Spychalski försvarsminister. År 1959 blev han återigen medlem av politbyrån, och 1963 befordrades han till fältmarskalk. År 1968 lämnade han på Gomułkas begäran polska armén och sin post som försvarsminister för att överta civila tjänster, däribland ordförande i statsrådet, en huvudsakligen representativ befattning motsvarande presidentposten. Som medarbetare till Gomułka förlorade emellertid Spychalski sin post när Edward Gierek efterträdde Gomułka som förste sekreterare i Polska förenade arbetarpartiet 1970.  